# Biserica evanghelică fortificată din Mediaș
Biserica evanghelică fortificată din Mediaș este un ansamblu de monumente istorice aflat pe teritoriul municipiului Mediaș. În Repertoriul Arheologic Național, monumentul apare cu codul 143628.12.
Ansamblul este format din șapte monumente:
- Biserica evanghelică („Sf. Margareta”) (cod LMI SB-II-m-A-12424.01)
- Fosta școală confesională evanghelică (cod LMI SB-II-m-A-12424.02)
- Casa natală a lui Ștefan Ludwig Roth (cod LMI SB-II-m-A-12424.03)
- Casa predicatorilor (cod LMI SB-II-m-A-12424.04)
- Casă parohială evanghelică (cod LMI SB-II-m-A-12424.05)
- Primăria veche și scara acoperită (cod LMI SB-II-m-A-12424.06)
- Incinta fortificată interioară: Turnul Porții, Turnul Școlii (înglobat în școală), Turnul Frânghierilor, Turnul Mariei, Turnul Croitorilor, curtine. - Incinta exterioară, parțial înglobată în zidurile clădirilor adiacente; șanț (fragment). (cod LMI SB-II-m-A-12424.07)

## Galerie

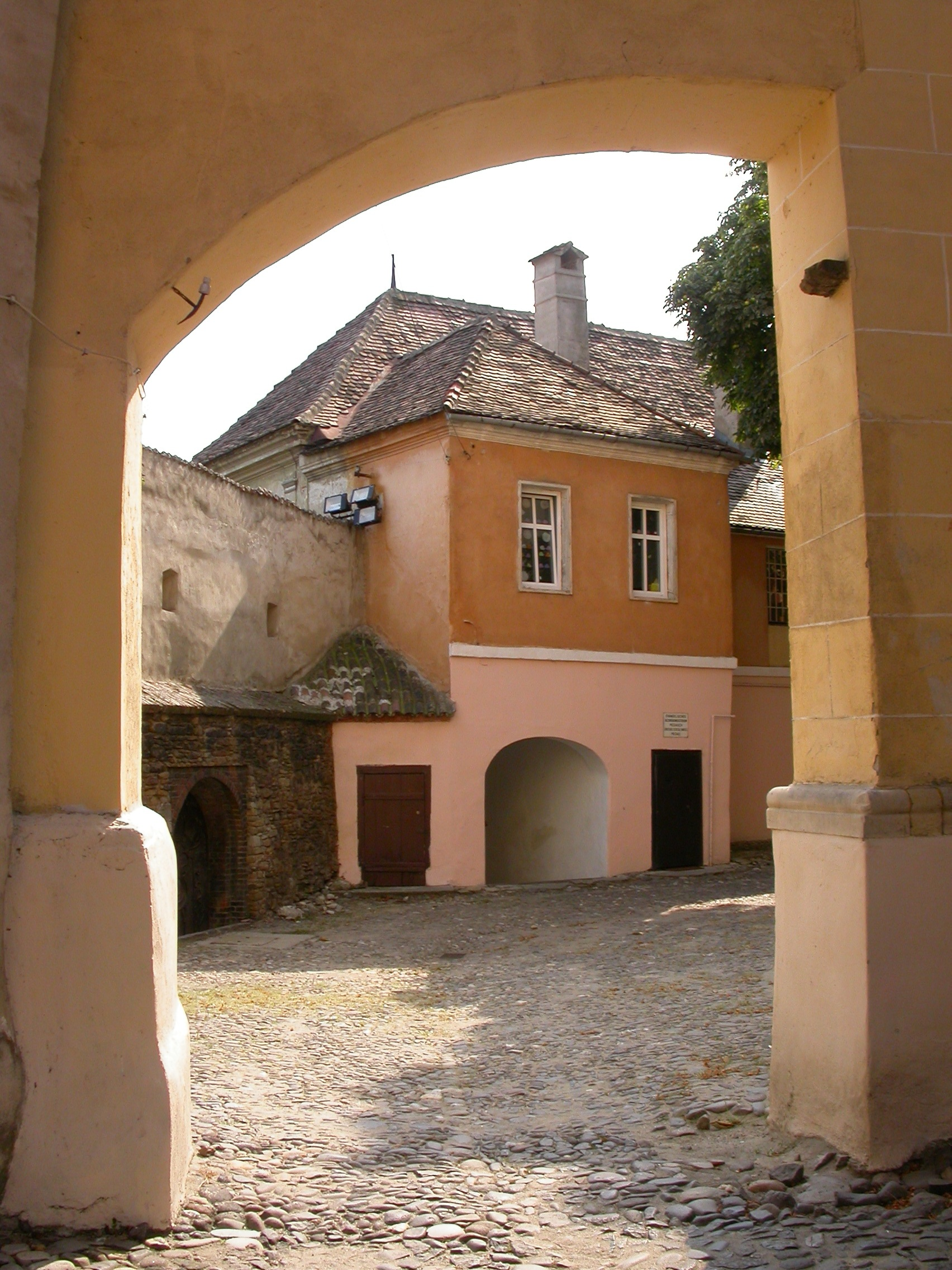
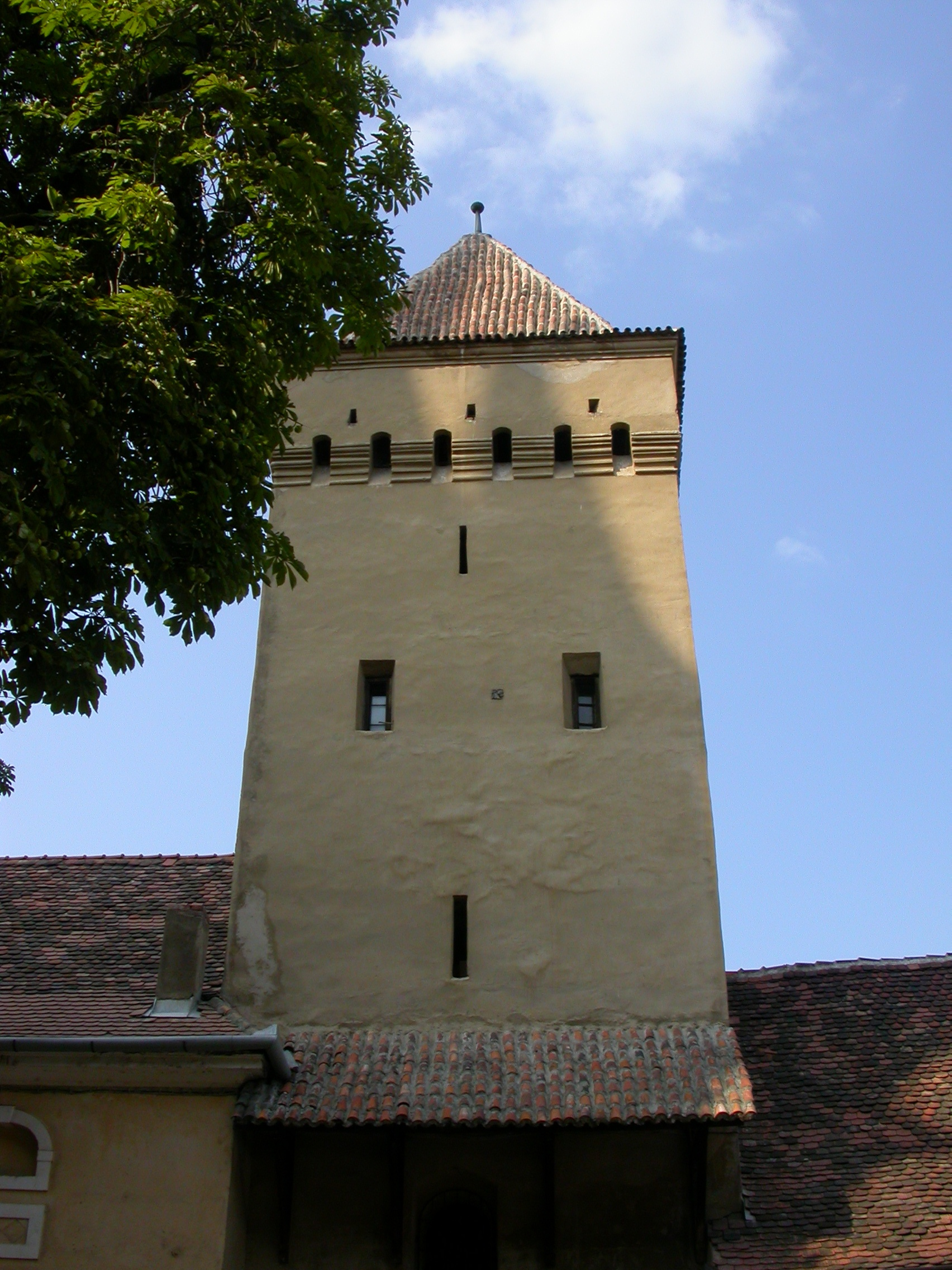
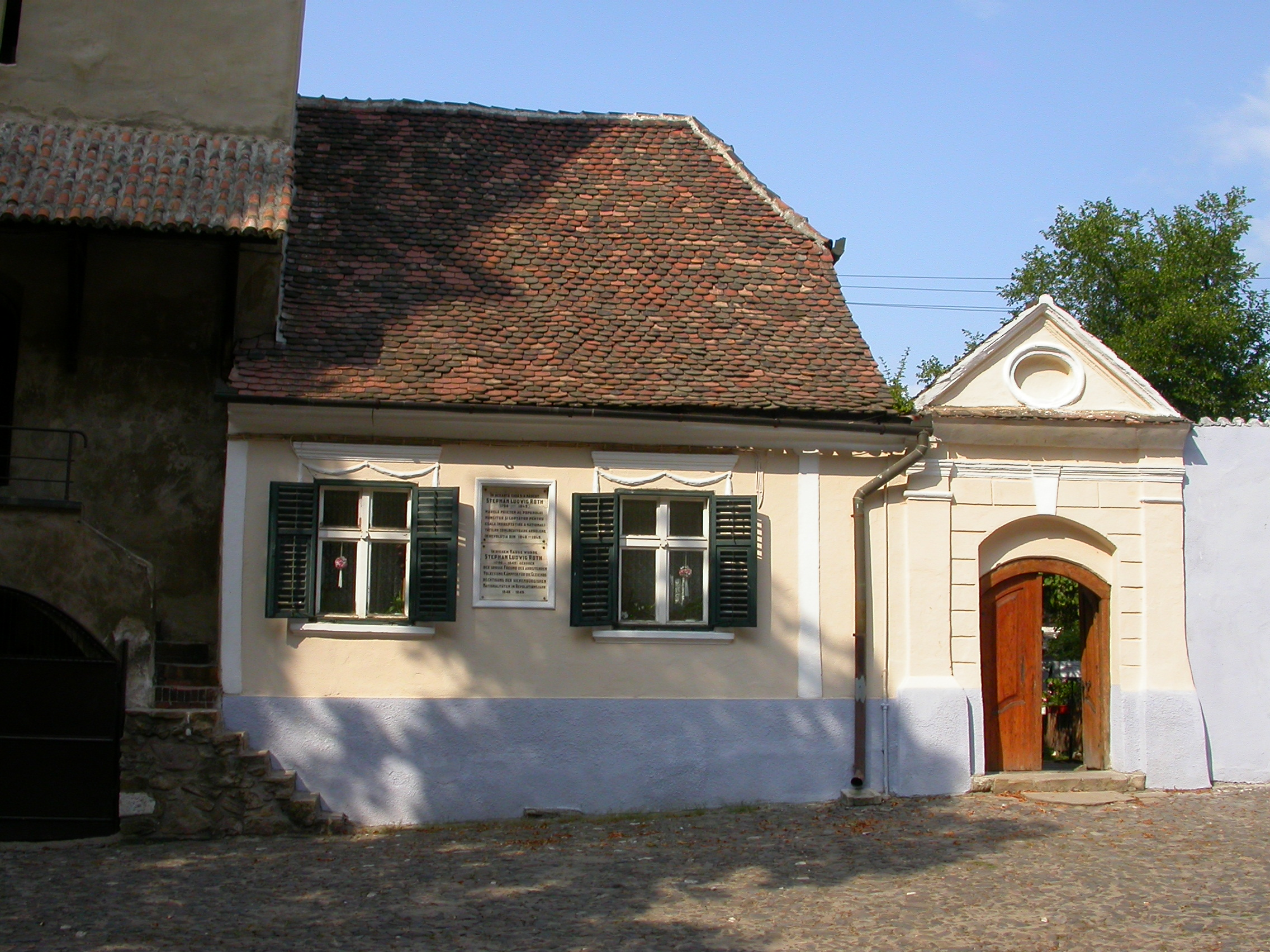
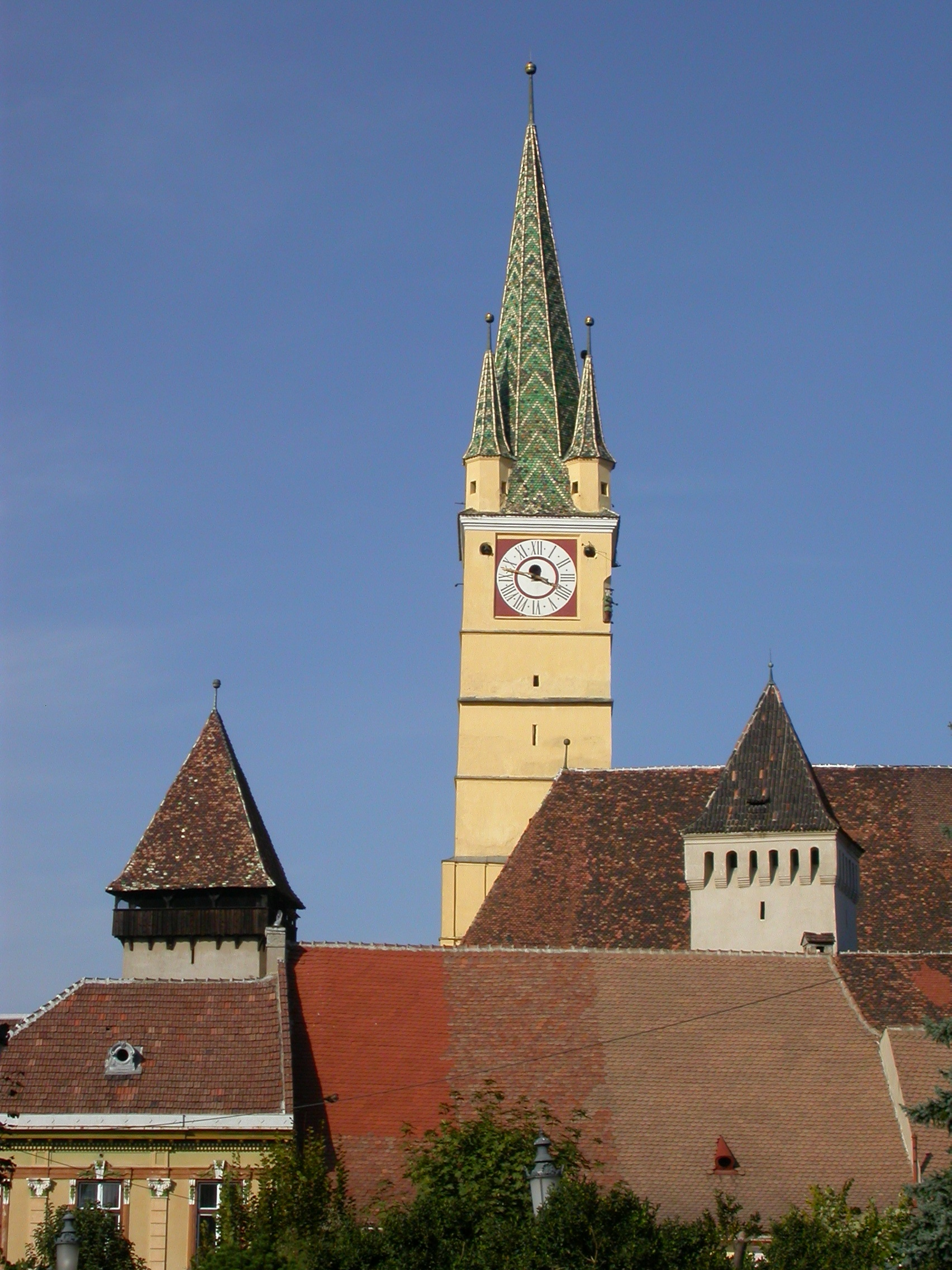
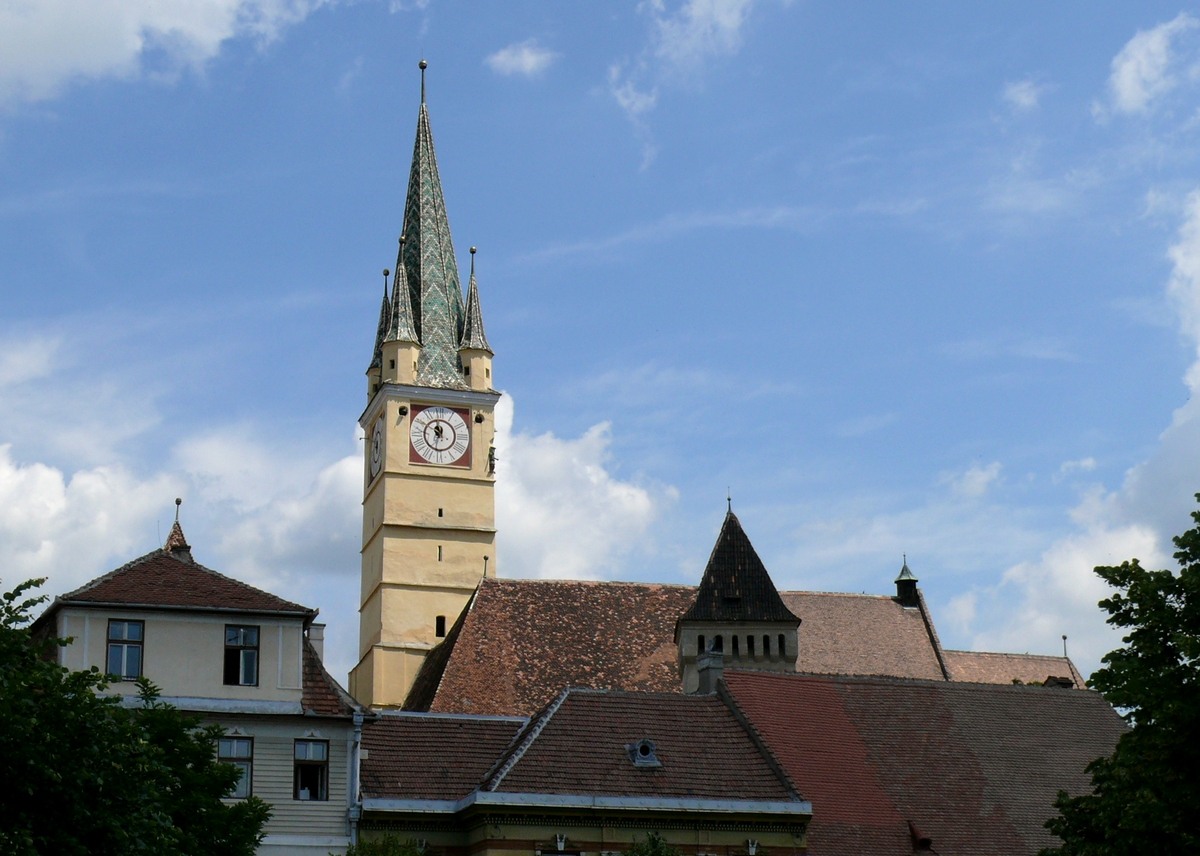